# 金色のガッシュベル!! うなれ!友情の電撃2
『金色のガッシュベル!! うなれ!友情の電撃2』（こんじきのガッシュベル うなれ ゆうじょうのザケルツー）とは、雷句誠原作の漫画およびアニメ作品『金色のガッシュベル!!』の対戦アクションゲーム。

## 概要
2004年12月22日にゲームボーイアドバンス用ソフトとしてバンプレストから発売された。2003年12月12日に発売された『金色のガッシュベル!! うなれ!友情の電撃』の続編。
前作ではキャラクターボイスはガッシュのみだったが、今回からはガッシュ以外に清麿やティオなどのキャラクターたちも喋る。

## 登場人物
- ガッシュ（声優：大谷育江）
- 清麿（声優：櫻井孝宏）
- ティオ（声優：釘宮理恵）
- 恵（声優：前田愛）
- キャンチョメ（声優：菊池正美）
- フォルゴレ（声優：高橋広樹）
- キッド（声優：岡村明美）
- ナゾナゾ博士（声優：納谷六朗）
- ウォンレイ（声優：石田彰）
- リィエン（声優：池澤春菜）
- バリー（声優：置鮎龍太郎）
- ヒーローババーン（声優：置鮎龍太郎）
- グスタフ（声優：石塚運昇）
- パティ（声優：松井菜桜子）
- ウルル（声優：鳥海浩輔）
- ウマゴン（声優：こおろぎさとみ）
- サンビーム（声優：郷田ほづみ）
- ビクトリーム（声優：若本規夫）
- モヒカン・エース（声優：永野善一）
- レイラ（声優：宍戸留美）
- アルベール（声優：谷山紀章）
- ブラゴ（声優：小嶋一成）
- カマキリジョー（声優：小嶋一成）
- シェリー（声優：折笠富美子）
- ゾフィス（声優：藤田淑子）
- ココ（声優：西村ちなみ）
- ゼオン（声優：高乃麗）
- デュフォー（声優：緑川光）
- ナオミちゃん（声優：溝脇しほみ）
- 雷句先生（声優：金丸淳一）
- 鈴芽（声優：秋谷智子）
- ワイフ（声優：寺田はるひ）
- ダルタニアン（声優：玄田哲章）
- ベルギム・E・O（声優：千葉繁）
- ダリア（声優：永野愛）
- ビッグボイン（声優：永野愛）
- システムボイス（声優：渡辺克己）

## ミニゲーム
ミニゲームは全部で4種類あるが、最初は1つしか遊べない。難易度は「かんたん」「ふつう」「むずかしい」の3つ。
- パティのプレゼント

ボタンをひたすら連打するミニゲーム。
- 合身!ビクトリーム

ビクトリームを操作し、正しい「V」の文字を合体させる。
- めざせ!ベイリー・メロン♡

メロンを取りながらゴールを目指す。なお、ピーマンは絶対に取ってはいけない。
- ベルギムと歌おう♪

タイミングよくボタンを押していくゲーム。ゲージをノルマに達するとクリア。間違えると下がってしまう。